# Lahiguera
Lahiguera là một đô thị trong tỉnh Jaén, Tây Ban Nha. Theo điều tra dân số 2005 (INE), đô thị này có dân số là 1890 người.
37°58′B 3°59′T / 37,967°B 3,983°T